# Muralles de Sant Pere Pescador
Muralles de Sant Pere Pescador és una resta de muralles del municipi de Sant Pere Pescador (Alt Empordà) declarada bé cultural d'interès nacional.

## Descripció
Situades dins del nucli urbà de la població de Sant Pere, a la part més antiga de la vila. Les restes conservades estan ubicades al carrer del Forn, tot i que en origen estarien delimitades també pels actuals carrers de la Verge del Portalet, Girona i la plaça Catalunya.
Es tracta de les restes conservades de l'antic recinte emmurallat de la població, actualment integrades a les construccions i cases que conformen el nucli. En concret es conserven els llenços nord i oest del recinte emmurallat. El tram nord està integrat al casal dels Caramany i presenta una alçada conservada aproximada de sis o set metres. S'observen moltes refeccions, bastides amb diferents tipus de pedra i també amb abundants restes de material constructiu. Encara s'aprecia alguna espitllera original, algun forat de bastida i, sobretot, la part inferior d'una de les torres, de planta circular, que integraven el recinte fortificat.
El llenç oest es troba força més degradat que l'anterior i està integrat als números 2, 8 i 10 del carrer del Forn. El tram més ben conservat es correspon amb el número 2, actual casal de Sant Pere, que havia estat la seu de l'antiga rectoria. Aquest edifici, de la mateixa manera que el recinte original, gira vers el carrer de la Verge del Portalet, deixant entreveure en el seu parament, una gran espitllera ben conservada. La resta del tram del carrer del Forn també té forces refeccions bastides amb material constructiu, i altres tipus de pedra. S'aprecien algunes espitlleres construïdes amb maons i també algun forat de bastida.
Els trams ben conservats deixen veure el parament original de la muralla, bastida amb carreus de pedra ben escairats, lligats amb morter de calç.

## Història
Les restes conservades possiblement pertanyen a la reconstrucció feta vers la meitat del segle xv, ordenada per l'infant Enric en plena època bèl·lica, donat que el castell i la muralla havien quedat malmesos després dels aiguats que arrasaren la població l'any 1421. Encara que també podria ser que la reconstrucció fos seguidament després del fets bel·ligerants de la guerra dels remences, en el que les defenses de la vila sofriren l'embat d'armes.